# Skały (Oleszka)
Skały – przysiółek wsi Oleszka w Polsce, położony w województwie opolskim, w powiecie krapkowickim, w gminie Zdzieszowice.
W latach 1975–1998 przysiółek administracyjnie należał do ówczesnego województwa opolskiego.